# Сайда (река)
Сайда — река в России, протекает по Мурманской области. Впадает в Баренцево море, в районе губы Сайда Кольского залива. Длина реки — 14 км, площадь водосборного бассейна — 69,7 км².
Берёт начало из озера Сайда на высоте 71,8 м над уровнем моря. Впадает в губу Сайда Кольского залива.
Имеет правый приток — реку Малая Сайда.

## Данные водного реестра
По данным государственного водного реестра России относится к Баренцево-Беломорскому бассейновому округу, водохозяйственный участок реки — реки бассейна Баренцева моря от восточной границы реки Печенга до западной границы бассейна реки Воронья, без рек Тулома и Кола. Речной бассейн реки — бассейны рек Кольского полуострова, впадает в Баренцево море.
Код объекта в государственном водном реестре — 02010000612101000001032.